# Overkoren
Het Overkoren is een buurtschap in Boekend, op de grens met Hout-Blerick, in de gemeente Venlo in de Nederlandse provincie Limburg.
Het gebied ligt ten westen van de A73 en ten noorden van de N275.
In het gebied ligt de visvijver de Bouchems Kuil.